# Крохалев, Матвей Павлович
Матвей Павлович Крохалев (1926—2008) — советский работник сельского хозяйства, комбайнёр колхоза «Совет» Юсьвинского района Коми-Пермяцкого национального округа, Герой Социалистического Труда (1966).

## Биография
Родился 1 сентября 1926 года в деревне Афонино Юсьвинского района Коми-Пермяцкого округа, в крестьянской семье. 
Рос без отца, с шести лет помогал матери — Марии Петровне — зарабатывать на жизнь: полол колхозные поля, работал на молотилке с конном приводом. В 1938 году, после окончания четырех классов школы, стал членом колхоза имени Дзержинского Юсьвинского района.
В 1943 году Матвей Павлович был призван в ряды Красной армии. Свой боевой путь начал сапером. В июне 1944 году под Витебском был тяжело ранен, почти полгода провел в госпитале города Иваново. После выздоровления, в декабре 1944 года, вернулся в строй и до победы воевал пулеметчиком в составе 24-й гвардейской стрелковой дивизии на 3-м Белорусском фронте. Демобилизовался в 1946 году.
После возвращения домой, работал в родном колхозе молотобойцем в кузнице. В 1947 году окончил Юсьвинское училище механизации сельского хозяйства, после чего работал трактористом, был бригадиром тракторного парка Юсьвинской МТС. В 1957 году Крохалев окончил курсы комбайнеров и одним из первых в Архангельском сельсовете стал управлять этой техникой. До выхода на пенсию работал комбайнером колхоза «Совет» Юсьвинского района. Многократно признавался лучшим в своей профессии в Коми-Пермяцком округе. В 1970-е годы в округе среди молодых комбайнеров разыгрывался приз Коми-Пермяцкого окружкома комсомола имени Крохалева. Одним из первых в стране он получил знак ЦК ВЛКСМ «Наставник молодежи».
Кроме производственной, занимался общественной деятельностью. Избирался депутатом местного, районного и областного Советов, был членом окружного комитета КПСС, Юсьвинского райкома партии, являлся делегатом 3-го Всесоюзного съезда колхозников (1969) и делегатом 24-го съезда профсоюзов СССР (1968).
В 1986 году М. П. Крохалев вышел на заслуженный отдых. Жил с женой — Галиной Павловной, деревне Чинагорт Архангельского сельского поселения Юсьвинского района. В 2000 году являлся участником праздничного парада Победы и торжественного приема президента Российской Федерации В. В. Путина.
Умер 29 октября 2008 года.
В Архивном фонде Пермского края имеются документы, относящиеся к М. П. Крохалеву. Часть личных документов Крохалева находится в окружном музее.

## Награды
- Указом Президиума Верховного Совета СССР от 23 июня 1966 года за успехи, достигнутые в увеличении производства и заготовок пшеницы, ржи, гречихи, риса, других зерновых и кормовых культур и высокопроизводительном использовании техники, Крохалеву Матвею Павловичу присвоено звание Героя Социалистического Труда с вручением ордена Ленина и золотой медали «Серп и Молот».[1]
- Также был награжден орденами Октябрьской Революции (1971), Отечественной войны 1-й степени (1985), Красной Звезды (1945); орденами Славы 2-й (24.04.1945) и 3-й (10.03.1945) степеней и медалями, в числе которых «За отвагу» (1945).
- Имел награды ВДНХ СССР.
- Заслуженный механизатор сельского хозяйства РСФСР (1957), «Почетный гражданин Коми-Пермяцкого автономного округа» (31.01.2000).